# Kitchen Nightmares
Kitchen Nightmares is een Amerikaanse realityserie die tussen 2007 en 2014 werd uitgezonden op  FOX. In de serie probeert chef-kok Gordon Ramsay een falend restaurant te helpen. Het is gebaseerd op het, eveneens door Ramsay gepresenteerde, Britse programma Ramsay's Kitchen Nightmares.

## Productie
Het programma werd geproduceerd door ITV Studios America en Optomen, in samenwerking met A. Smith & Co Productions. 
In het Verenigd Koninkrijk werd het uitgezonden als Kitchen Nightmares USA en Ramsay's Kitchen Nightmares USA.

## Rechtszaak
In september 2007 werd Ramsay aangeklaagd door Martin Hyde, manager van een restaurant dat had meegewerkt aan het programma. Hij beschuldigde de makers van het stagen van mislukkingen en het inhuren van acteurs om het programma te beïnvloeden. De zaak werd afgewezen en ging in arbitrage.